# Общество физиологов растений России
Общество физиологов растений России (ОФР) — межрегиональная общественная организация, объединяющая физиологов растений, профессионально работающих в области физиологии растений и смежных областях науки — генетики, цитологии, биохимии, биофизики, молекулярной и клеточной биологии, иммунологии и т. д. С момента основания (февраль 1988) до 1991 года Общество называлось «Всесоюзное общество физиологов растений». Общество входит в структуру Российской академии наук..
В настоящее время в составе Общество насчитывается 25 региональных отделений на территории России.

## Бюллетень Общества физиологов растений России
Официальная информация, итоги мероприятий Общества, научные новости публикуются Обществом в Бюллетене ОФР. Бюллетень ОФР — это периодическое информационное издание общества. Выпускается два раза в год, начиная с 2000 года. Главный редактор — чл.-корр. РАН Кузнецов Вл. В. ISSN 2309-6063.

## Международные связи ОФР
Общество физиологов растений России сотрудничает с Федерацией Европейских Обществ Биологов Растений.

## Мероприятия
Общество организует ежегодные собрания ОФР и Съезды, которые проходят раз в 4 года.

## Президенты ОФР
1988 - 1993 г.г академик РАН Мокроносов А.Т.
1993 - 1996 г.г. Кефели В.И.
1996 - 1999 г.г. Кулаева О.Н.
1999 - 2019 г.г., академик РАН, член-корреспондент РАН Кузнецов Вл.В.
2019 - по настоящее время, член-корреспондент РАН Лось, Дмитрий Анатольевич.